# Stearynian litu
Stearynian litu – organiczny związek chemiczny, sól litowa kwasu stearynowego. Jest białym ciałem stałym otrzymywanym w reakcji wodorotlenku litu z kwasem stearynowym. Wraz z 12-hydroksystearynianem litu jest składnikiem tzw. smaru litowego.